# Eobalaenoptera harrisoni
L’eobalenottera (Eobalaenoptera harrisoni) è un cetaceo estinto, vissuto nel Miocene medio (circa 14 milioni di anni fa). I suoi resti fossili sono stati ritrovati in Nordamerica (Virginia).

## Descrizione
Questo animale doveva essere piuttosto simile alle balene attuali, e l'aspetto doveva ricordare forse quello della balena grigia della California (Eschrichtius robustus). La lunghezza dell'intero animale doveva essere di circa 11 metri. Alcune caratteristiche morfologiche di Eobalaenoptera riguardano le ossa del cranio: erano presenti grandi processi zigomatici divergenti (che fanno supporre una notevole ampiezza della testa) e grandi ossa note come exoccipitali, particolarmente rigonfie. Quest'ultima caratteristica potrebbe essere esclusiva di Eobalaenoptera (autapomorfia).

## Classificazione
I fossili di Eobalaenoptera vennero trovati negli anni '90 nella Contea di Caroline, in Virginia, in terreni databili al Miocene medio (formazione di Calvert). I fossili includevano parti del cranio. Uno studio del 2004 ha permesso di stabilire un nuovo genere e una nuova specie di balene, Eobalaenoptera harrisoni; secondo un'analisi cladistica, questo animale possiede caratteristiche che lo accomunano a un clade di balene che comprende le balenottere attuali e la balena grigia. Eobalaenoptera sarebbe quindi il più antico membro di questo clade. Studi molecolari fanno supporre che la differenziazione tra i due grandi gruppi di balene (balenottere e balena grigia da una parte, balene vere e proprie dall'altra) sia avvenuta circa 25 milioni di anni fa, all'inizio del Miocene.